# Loredana Iordachioiu
Loredana Iordăchioiu, Loredana Dinu da sposata, (Craiova, 2 marzo 1984), è una schermitrice rumena, specialista della spada.

## Biografia
Loredana Iordăchioiu inizia a praticare scherma all'età di 11 anni. Fa rapidi progressi e partecipa al suo primo campionato nazionale senior a 15 anni, durante il quale viene sconfitta in finale dalla sua futura compagna di nazionale Ana Maria Brânză. 
Ha conquistato una medaglia d'oro nella gara di spada a squadre nei campionati mondiali di scherma di Parigi del 2010.
Ha conquistato due medaglie d'oro nella gara di spada a squadre nei campionati europei di scherma di Smirne del 2006 e di Kiev del 2008.
È selezionata ai Giochi di Londra 2012, durante i quali partecipa con la Romania che perde ai quarti contro la Corea del Sud. Dopo le Olimpiadi, Dinu prende un periodo di riposo, per tornare alla competizione agonistica nel gennaio 2015.
È sposata dal 2010, data dalla quale viene riportata nelle competizioni con il cognome Dinu.

## Palmarès
- Giochi olimpici

Rio de Janeiro 2016: oro nella spada a squadre.
- Mondiali

Parigi 2010: oro nella spada a squadre.
Catania 2011: oro nella spada a squadre.
Mosca 2015: argento nella spada a squadre.
- Europei

Smirne 2006: oro nella spada a squadre.
Kiev 2008: oro nella spada a squadre.
Sheffield 2011: oro nella spada a squadre.
Legnano 2012: argento nella spada a squadre.
Montreux 2015: oro nella spada a squadre.
Toruń 2016: bronzo nella spada a squadre.